# Nogometna reprezentacija Katalonaca iz Španjolske
Nogometna reprezentacija Katalonaca iz Španjolske predstavlja katalonsku nacionalnu manjinu iz Španjolske.
Trenutačni izbornik: 

Osnovana:

## Sudjelovanja na natjecanjima
Sudjelovali su na Europeadi, europskom prvenstvu nacionalnih manjina koje se održalo u Švicarskoj od 31. svibnja do 7. lipnja 2008.

Na tom prvenstvu, u svojoj skupini su završili na petom mjestu, što nije bilo dovoljno za proći u idući natjecateljski krug. 

Njihov loš plasman je iznenadio, jer se Katalonce smatralo prije samog početka prvenstva favoritima.

## Vanjske poveznice i izvori
- (njem.) Europeada Službene stranice Europeade 2008.